# 格里姆斯塔德鎮區 (明尼蘇達州羅索縣)
格里姆斯塔德鎮區（英語：Grimstad Township）是位於美國明尼蘇達州羅索縣的一個行政鎮區。

## 地方資料
格里姆斯塔德鎮區的面積為96.10平方千米，皆為陸地。根據2020年美國人口普查的數據，當地共有人口121人，而人口密度為每平方千米1.26人。